# Plymouth County (Massachusetts)
 For alternative betydninger, se Plymouth County. (Se også artikler, som begynder med Plymouth County)
Plymouth County er et county i den amerikanske delstat Massachusetts. Amtet ligger i den østlige del af delstaten og grænser op til Norfolk County i nordvest, Barnstable County i sydvest og mod Bristol County i vest.
Plymouth Countys totale areal er 2.832 km² hvoraf 1.120 km² er vand. I 2000 havde amtet 472.822 indbyggere. Amtets administration ligger i byene Plymouth og Brockton.
- Mayflower II
in Plymouth Harbor

41°58′44″N 70°49′08″V / 41.978878°N 70.818954°V